# 11507 Danpascu
11507 Danpascu este un asteroid din centura principală de asteroizi.

## Descriere
11507 Danpascu este un asteroid din centura principală de asteroizi. A fost descoperit pe 20 iulie 1990 la Observatorul Palomar de Eleanor Francis Helin. Asteroidul prezintă o orbită caracterizată de o semiaxă mare de 2,66 ua, o excentricitate de 0,30 și o înclinație de 12,1° în raport cu ecliptica.